# 1984 Голяма награда на Канада
1984 Голяма награда на Канада е 17-о за Голямата награда на Канада и седми кръг от сезон 1984 във Формула 1, провежда се на 17 юни 1984 година на пистата Жил Вилньов, Монреал в Канада.

## Репортаж
Спорът относно спирането на ГП на Монако след само навършени 31 обиколки, преди две седмици се разнесе из падока по време на уикенда в Монреал. От ФИЗА обявиха че няма да настъпят промени относно резултатите от това състезание.
Поради факта че ГП на Канада и 24-те часа на Льо Ман се провеждат в една и съща седмица, Джонатан Палмър е освободен само за това състезание от екипа на РАМ. На негово място трябваше да бъде тест-пилота на Рено Филип Стрейф, но французина отказа след като и той също трябваше да кара в Льо Ман. В крайна сметка, Майк Такуел е назначен на мястото на Палмър за състезанието в Монреал. Спирит също трябваха да сменят техния пилот Мауро Балди, с 29-годишния холандец Хуб Ротенгатер, правейки своя дебют във Формула 1.
За трети път този сезон, Нелсън Пикет класира своя Брабам на пол-позиция. До него на първа редица се нареди Ален Прост с Макларън-ТАГ, въпреки повредата по двигателя в събота. След тях са Елио де Анджелис с Лотус-Рено, Дерек Уорик със заводския отбор на Рено, Ферари-тата на Рене Арну и Микеле Алборето, Найджъл Менсъл, Ники Лауда, Аертон Сена с Толеман и Андреа де Чезарис с Лижие. Патрик Тамбей направи само три бавни обиколки по време на квалификациите след като, контузията получена в предишното състезание все още не е отшумяла, от което Рено решиха да участват само с Уорик.
Всички очакваха това състезание да е отново доминирано от пилотите на Макларън. Прост поведе след старта, но след само половин обиколка, Пикет излезе начело. След тях са Ферари-тата на Алборето и Арну, които изпревариха де Анджелис, Уорик, Менсъл, Лауда, Сена и де Чезарис. Лауда изпревари Менсъл след втората обиколка, след което в 14-а обиколка се намираше трети. Пилотите на Ферари отново изпитваха проблеми, първо Алборето отпадна с повреда по двигателя, а Арну загуби няколко позиции след като меките гуми на италианеца започнаха да се деградират. Двигателят на Прост не вървеше на високи обороти в някои части от трасето, което е и причината той да не се доближи до Пикет. С новите гуми Рене Арну си върна загубените позиции и се върна на четвърто място. Кеке Розберг който тръгна от 15-а позиция, изпревари Сена за седма позиция в 19-а обиколка.
С преполовяването на половината дистанция и двата Уилямс-а напуснаха състезанието. Първо Жак Лафит отпадна с повреда по турбото, след което Розберг също преполови участието си с проблем в горивната система. Майк Такуел в своето единствено участие за РАМ, завърши само 29 обиколки преди да получи повреда по турбото. Рикардо Патрезе водеше битка с Тирел-ът на Мартин Брандъл за 13-а позиция преди италианеца да я загуби, както и състезанието след като заби своето Алфа Ромео в огражденията. Притеснителното за Пикет дойде след като съотборника му Корадо Фаби (който заместваше брат си Тео поради ангажименти в КАРТ), както и пилота на Ероуз Тиери Бутсен, задвижван с БМВ, отпаднаха с едни и същи повреди по двигателя и по турбото. Бразилецът обаче нямаше пободни проблеми и все още водеше класирането с голяма преднина пред останалите. Все още изпитвайки проблем с недостатъчна скорост, Прост е изпреварен от съотборника си Лауда в 44-та обиколка.
Найджъл Менсъл водеше битка със своя съотборник де Анджелис. Въпреки опитите си на опитния италианец да блокира атаките на британеца, Менсъл излезе пред Елио в 42-рата обиколка като в същото време лидерите ги затвориха с обиколка. След като изпревари и Ферари-то на Арну за четвърта позиция, Менсъл започна да губи предавки и скоро е задминат от французина и от де Анджелис. Дерек Уорик е пред битката между Лотус-ите и Арну, преди да спре в бокса за проверка за спукана гума. Британецът спря отново след като управлението се е влошило след което се прибра в бокса за трети път, този път окончателно с повреда по долната част на шасито. Арну намали скоростта си поради счупен ауспух, което прати де Анджелис обратно на четвърто място.
Пикет контролираше състезанието прецизно и без никакви проблеми. Бразилецът дори намали скоростта си и до финала имаше преднина от две секунди и половина от Ники Лауда. Ален Прост завърши в обиколката на лидерите. След тях са де Анджелис, Арну, Менсъл, Сена, Манфред Винкелхок с АТС, Джони Чекото и Филип Алио. Еди Чийвър е на пета позиция, преди на отпадне осем обиколки до финала без гориво. След края на състезанието Пикет трябваше да махне дясната си обувка, след като кракът му е зачервен поради новия преден нос на Брабам BT53.

## Класиране
| Поз | No | Пилот             | Конструктор        | Обиколки | Време/Отпадане  | Място | Точки |
| --- | -- | ----------------- | ------------------ | -------- | --------------- | ----- | ----- |
| 1   | 1  | Нелсон Пикет      | Брабам-БМВ         | 70       | 1:46:23.748     | 1     | 9     |
| 2   | 8  | Ники Лауда        | Макларън-ТАГ-Порше | 70       | + 2.612         | 8     | 6     |
| 3   | 7  | Ален Прост        | Макларън-ТАГ-Порше | 70       | + 1:28.032      | 2     | 4     |
| 4   | 11 | Елио де Анджелис  | Лотус-Рено         | 69       | + 1 Об.         | 3     | 3     |
| 5   | 28 | Рене Арну         | Ферари             | 68       | + 2 Об.         | 5     | 2     |
| 6   | 12 | Найджъл Менсъл    | Лотус-Рено         | 68       | + 2 Об.         | 7     | 1     |
| 7   | 19 | Айртон Сена       | Толеман-Харт       | 68       | + 2 Об.         | 9     |       |
| 8   | 14 | Манфред Винкелхок | АТС-БМВ            | 68       | + 2 Об.         | 12    |       |
| 9   | 20 | Джони Чекото      | Толеман-Харт       | 68       | + 2 Об.         | 20    |       |
| 10  | 9  | Филип Алио        | РАМ-Харт           | 65       | + 5 Об.         | 26    |       |
| 11  | 23 | Еди Чийвър        | Алфа Ромео         | 63       | Без гориво      | 11    |       |
| ДКФ | 3  | Мартин Брандъл    | Тирел-Форд         | 68       | Дисквалифициран | 21    |       |
| Отп | 17 | Марк Сюрер        | Ероуз-Форд         | 59       | Двигател        | 23    |       |
| Отп | 16 | Дерек Уорик       | Рено               | 57       | Шаси            | 4     |       |
| НКл | 21 | Хуб Ротенгатер    | Спирит-Харт        | 56       | Не е класиран   | 24    |       |
| ДКФ | 4  | Щефан Белоф       | Тирел-Форд         | 52       | Дисквалифициран | 22    |       |
| Отп | 26 | Андреа де Чезарис | Лижие-Рено         | 40       | Спирачки        | 10    |       |
| Отп | 2  | Корадо Фаби       | Брабам-БМВ         | 39       | Турбо           | 16    |       |
| Отп | 18 | Тиери Бутсен      | Ероуз-БМВ          | 38       | Двигател        | 18    |       |
| Отп | 22 | Рикардо Патрезе   | Алфа Ромео         | 37       | Инцидент        | 14    |       |
| Отп | 6  | Кеке Розберг      | Уилямс-Хонда       | 32       | Горивна система | 15    |       |
| Отп | 5  | Жак Лафит         | Уилямс-Хонда       | 31       | Турбо           | 17    |       |
| Отп | 10 | Майк Такуел       | РАМ-Харт           | 29       | Турбо           | 25    |       |
| Отп | 24 | Пиеркарло Гинзани | Осела-Алфа Ромео   | 11       | Ск.кутия        | 19    |       |
| Отп | 27 | Микеле Алборето   | Ферари             | 10       | Двигател        | 6     |       |
| Отп | 25 | Франсоа Хесно     | Лижие-Рено         | 7        | Турбо           | 13    |       |
| НСт | 15 | Патрик Тамбе      | Рено               |          |                 |       |       |

## Класиране след състезанието
| Поз | Пилот            | Точки |
| --- | ---------------- | ----- |
| 1   | Ален Прост       | 32.5  |
| 2   | Ники Лауда       | 24    |
| 3   | Рене Арну        | 16.5  |
| 4   | Елио де Анджелис | 15.5  |
| 5   | Дерек Уорик      | 13    |

| Поз | Конструктор        | Точки |
| --- | ------------------ | ----- |
| 1   | Макларън-ТАГ-Порше | 56.5  |
| 2   | Ферари             | 25.5  |
| 3   | Лотус-Рено         | 20.5  |
| 4   | Рено               | 20    |
| 5   | Уилямс-Хонда       | 11    |